# 42998 Malinafrank
42998 Malinafrank este un asteroid din centura principală de asteroizi.

## Descriere
42998 Malinafrank este un asteroid din centura principală de asteroizi. A fost descoperit pe 17 octombrie 1999 la Observatorul din Ondřejov de Petr Pravec și Peter Kušnirák. Asteroidul prezintă o orbită caracterizată de o semiaxă mare de 2,57 ua, o excentricitate de 0,14 și o înclinație de 6,8° în raport cu ecliptica.